# 顧祕
顾祕（？—？）字公真，吳郡吳縣（今江苏省苏州市）人，顧悌之子，顧眾之父。晉朝官員，官至交州刺史。

## 生平
惠帝太安二年(304年)时，石冰作乱，顧祕時任吳興太守，被周玘、王矩推舉为都督扬州九郡诸军事，兴兵讨伐。会稽贺循、广陵华谭及丹扬葛洪皆起兵以应。
顾秘後接任吾彥擔替交州刺史一職，卒於任上。
顾秘与陆机、陆云兄弟友善，二陆均有诗书赠之。